# Brighamia
Genre
Brighamia est un genre de plante herbacée à fleurs de la famille des Campanulaceae originaire des îles hawaïennes.

## Liste des espèces
Selon GBIF (2 avril 2025) :
- Brighamia insignis A.Gray
- Brighamia rockii H.St.John

## Taxonomie
Le nom correct complet (avec auteur) de ce taxon est Brighamia A.Gray.